# The Probationer
Pour plus de détails, voir Fiche technique et Distribution.
The Probationer est un film muet américain réalisé par Fred Huntley et sorti en 1913.

## Fiche technique
- Titre : The Probationer
- Réalisation : Fred Huntley
- Scénario :
- Producteur : William Selig
- Société de production : Selig Polyscope Company
- Pays d'origine :  États-Unis
- Format : Noir et blanc — 35 mm — 1,33:1
- Genre : Film dramatique
- Dates de sortie : 
  -  États-Unis : 5 novembre 1913

## Distribution
- Roy Clark : Freckles
- William H. Brown : Juge Hendricks
- George Hernandez : Scroggins
- Baby Lillian Wade : Lillian
- Eugenie Besserer : Granny
- Mabel Van Buren : Mrs Hendricks